# سوکاتا تی‌بی
سوکاتا تی‌بی (به انگلیسی: SOCATA_TB_family) یک هواگرد ملخ‌پیشین تک‌موتوره از نوع موتور پیستونی سبک ساخت شرکت Socata است. این هواگرد در سال ۱۹۷۵ میلادی رسماً معرفی گردید. در مجموع، تعداد ۲٬۱۵۰ فروند از این هواگرد ساخته شده‌است.